# 漢氏勞綿蟹
漢氏勞綿蟹（学名：Lauridromia dehaani）为綿蟹科勞綿蟹屬下的一个种。